# Берд (Тексас)
Берд (енгл. Baird) град је у америчкој савезној држави Тексас. По попису становништва из 2010. у њему је живело 1.496 становника.

## Демографија
Према попису становништва из 2010. у граду је живело 1.496 становника, што је 127 (7,8%) становника мање него 2000. године.
| Група             | 2000.         | 2010.         |
| Белци             | 1.370 (84,4%) | 1.280 (85,6%) |
| Афроамериканци    | 3 (0,2%)      | 4 (0,3%)      |
| Азијати           | 12 (0,7%)     | 8 (0,5%)      |
| Хиспаноамериканци | 218 (13,4%)   | 183 (12,2%)   |
| Укупно            | 1.623         | 1.496         |